# Canthon orfilai
Canthon orfilai là một loài bọ cánh cứng trong họ Bọ hung (Scarabaeidae).